# Ali Al Badwawi
Ali Hamad Madhad Saif Al Badwawi (in arabo على حمد البدواوي‎?; Dubai, 22 dicembre 1972) è un arbitro di calcio emiratino.

## Carriera
Tenente colonnello in forza alla polizia di Dubai, Ali Al Badadwi è arbitro del massimo campionato emiratino dal 2003. Riceve la nomina ad internazionale il 1º gennaio del 2005, a 32 anni appena compiuti.
Il suo esordio in una gara tra nazionali maggiori avviene il 14 gennaio del 2006, quando è chiamato a dirigere un'amichevole tra Egitto e Sudafrica, terminata 1-2. Successivamente,  comincia a ricevere designazioni importanti in varie competizione della Confederazione Asiatica, tra cui AFC Cup, AFC Champions League e Coppa d'Asia.
Il primo torneo importante a cui prende parte è proprio la Coppa d'Asia 2007, in cui dirige una partita della fase a gironi, un quarto di finale e la finale per il terzo posto. Nella partita della fase a gironi, nella fattispecie Arabia Saudita - Indonesia, conclusasi 2-1 per i sauditi, si registrarono molte polemiche per il suo arbitraggio, sia da parte di tifosi che successivamente da autorità politiche e federazione calcistica indonesiana: fu accusato di aver indirizzato la partita con le sue decisioni. La protesta fu maggiormente sentita perché l'Indonesia, assieme a Malaysia, Thailandia e Vietnam, era una delle co-organizzatrici della manifestazione, ed aveva la fortuna di poter giocare tale torneo in casa, senza aver disputato le qualificazioni. Inoltre, si criticò la scelta del fischietto emiratino, anche perché appartenente ad un'area geografica asiatica molto vicina a quella dell'Arabia Saudita.
Nel 2008 il fischietto emiratino dirige per la prima volta una semifinale di AFC Champions League, ripetendo tale esperienza nelle edizioni successive: ha infatti regolarmente diretto, oltre ad altre gare nel corso della stessa competizione, una delle due semifinali sia nel 2009 che nel 2010, e infine anche nel 2011.  In questi stessi anni dirige numerose partite di qualificazione ai Mondiali di calcio 2010.
Nel 2011 prende nuovamente parte alla Coppa d'Asia, questa volta in programma in Qatar. In questa occasione dirige due partite della fase a gironi, e una delle due semifinali, tra Uzbekistan e Australia.  Nel giugno dello stesso anno, il fischietto emiratino riceve per la prima volta una convocazione per un torneo FIFA, e dunque si tratta per lui della prima esperienza al di fuori della Confederazione Asiatica. È chiamato a dirigere ai Mondiali di calcio Under 17 in programma in Messico. In questa manifestazione dirige due partite della fase a gironi e un quarto di finale.
Nell'aprile 2012 viene inserito dalla FIFA in una lista di 52 arbitri preselezionati per i Mondiali 2014. Tuttavia, non riesce nell'obiettivo di essere convocato per la fase finale del campionato mondiale, venendo eliminato in un taglio successivo dalla lista dei candidati.
Nel dicembre del 2013 è selezionato dalla FIFA per prendere parte alla Coppa del mondo per club 2013 in Marocco. Tuttavia, in seguito ai postumi di un infortunio, non riesce a prendere parte alla manifestazione, venendo sostituito dall'iraniano Alireza Faghani.
Al termine del 2014 viene rimosso dalle liste internazionali.